# 大田原資清
大田原 資清（おおたわら すけきよ）は、戦国時代の武将。那須氏の家臣。

## 略歴
大田原氏は那須七騎の一つ。文明18年（1486年）、大俵胤清の子として誕生。
永正11年（1514年）、那須氏15代（上那須家）当主・那須資親の死後、資親の実子・山田資久と養子・那須資永の間で家督争いが生じる。資清は父・胤清と共に資久を支持するが、内紛の最中に資久が資永に殺害されて上那須家が断絶、資清は那須資房らと共に資永を攻め自刃に追い込んだ。
資清は智勇に優れ、上記の上那須家のお家騒動の際にも活躍し、資房からは偏諱を受けるほど信任された。しかし、その優れていた智勇を周囲に危険視され、永正15年（1518年）、同僚の大関宗増の讒言を受けて失脚、出家した。僧籍にあった兄・麟道の縁を頼って越前国の曹洞宗大本山永平寺に潜んだ。越前の朝倉氏の保護を受けたとも伝わる。
天文11年（1542年）、下野国那須に復帰すると大関宗増の嫡男・増次に奇襲を掛け敗死させ、自身の長男・高増を大関氏へ養嗣子として送り込んだ。さらに福原氏にも次男・資孝を養嗣子として送り込むと、資清は那須七騎の内の大田原・大関・福原の三家を支配し、那須家中でも最有力の実力者となった。那須資房の子・政資に自分の娘を娶わせるなど、主家との繋がりも深めた。
天文14年（1545年）までに水口城から大田原城へと居城を移し、姓を「大俵氏」から「大田原氏」へと改めている。また、同年には光真寺を開基し、下野塩谷の長興寺の三代目住職であった実兄・麟道和尚を迎えて300石（のち500石）という破格の寺領を与えて保護し、以後光真寺は大田原氏代々の菩提寺となった。
外孫である資胤の家督相続を図って、那須政資の子・高資と対立し、天文20年（1551年）、芳賀高定の調略に加担した千本資俊により高資が誘殺されると、資胤を当主に据え権力をふるった。
永禄3年（1560年）、死去。